# Mija Martina
Mija Martina   (Mostar, Bósnia e Herzegovina, 26 de abril de 1984-) é uma cantora bósnia, que representou a Bósnia e Herzegovina no  Festival Eurovisão da Canção  2003 com a canção  "Ne brini".Ela também forneceu os resultados do televoto bósnio no Festival Eurovisão da Canção 2004